# Ле-Марш
Ле-Марш (фр. Les Marches) — колишній муніципалітет у Франції, у регіоні Овернь-Рона-Альпи, департамент Савоя. Населення — 2450 осіб (2011).
Муніципалітет був розташований на відстані близько 470 км на південний схід від Парижа, 95 км на схід від Ліона, 11 км на південний схід від Шамбері.

## Історія
До 2015 року муніципалітет перебував у складі регіону Рона-Альпи. Від 1 січня 2016 року належав до нового об'єднаного регіону Овернь-Рона-Альпи.
1 січня 2019 року Ле-Марш і Франсен було об'єднано в новий муніципалітет Порт-де-Савуа.

## Демографія
Динаміка населення (INSEE ):
Розподіл населення за віком та статтю (2006):
| Стать | Всього | До 15 років | 15-24 | 25-44 | 45-64 | 65-85 | Понад 85 |
| --- | ------ | ----------- | ----- | ----- | ----- | ----- | -------- |
| Чоловіки | 1292   | 334         | 165   | 354   | 304   | 131   | 4        |
| Жінки | 1181   | 197         | 134   | 386   | 264   | 144   | 56       |
| \| Статево-вікова піраміда \| Статево-вікова піраміда \| Статево-вікова піраміда \| \| ----------------------- \| ----------------------- \| ----------------------- \| \| Чоловіки \| Вік \| Жінки \| \| 4 \| 85 + \| 56 \| \| 32 \| 80-84 \| 48 \| \| 20 \| 75-79 \| 28 \| \| 36 \| 70-74 \| 36 \| \| 43 \| 65-69 \| 32 \| \| 32 \| 60-64 \| 55 \| \| 75 \| 55-59 \| 63 \| \| 79 \| 50-54 \| 47 \| \| 118 \| 45-49 \| 99 \| \| 102 \| 40-44 \| 110 \| \| 106 \| 35-39 \| 126 \| \| 87 \| 30-34 \| 75 \| \| 59 \| 25-29 \| 75 \| \| 59 \| 20-24 \| 63 \| \| 106 \| 15-20 \| 71 \| \| 94 \| 10-14 \| 91 \| \| 106 \| 5-9 \| 55 \| \| 134 \| 0-4 \| 51 \| |        |             |       |       |       |       |          |
| Статево-вікова піраміда |        |             |       |       |       |       |          |
| Чоловіки | Вік    | Жінки       |       |       |       |       |          |
| 4 | 85 +   | 56          |       |       |       |       |          |
| 32 | 80-84  | 48          |       |       |       |       |          |
| 20 | 75-79  | 28          |       |       |       |       |          |
| 36 | 70-74  | 36          |       |       |       |       |          |
| 43 | 65-69  | 32          |       |       |       |       |          |
| 32 | 60-64  | 55          |       |       |       |       |          |
| 75 | 55-59  | 63          |       |       |       |       |          |
| 79 | 50-54  | 47          |       |       |       |       |          |
| 118 | 45-49  | 99          |       |       |       |       |          |
| 102 | 40-44  | 110         |       |       |       |       |          |
| 106 | 35-39  | 126         |       |       |       |       |          |
| 87 | 30-34  | 75          |       |       |       |       |          |
| 59 | 25-29  | 75          |       |       |       |       |          |
| 59 | 20-24  | 63          |       |       |       |       |          |
| 106 | 15-20  | 71          |       |       |       |       |          |
| 94 | 10-14  | 91          |       |       |       |       |          |
| 106 | 5-9    | 55          |       |       |       |       |          |
| 134 | 0-4    | 51          |       |       |       |       |          |

## Економіка
2010 року серед 1589 осіб працездатного віку (15—64 років) 1203 були активними, 386 — неактивними (показник активності 75,7%, у 1999 році було 73,4%). З 1203 активних мешканців працювало 1128 осіб (587 чоловіків та 541 жінка), безробітними було 75 (41 чоловік та 34 жінки). Серед 386 неактивних 148 осіб було учнями чи студентами, 154 — пенсіонерами, 84 були неактивними з інших причин.

У 2010 році в муніципалітеті числилось 924 оподатковані домогосподарства, у яких проживали 2470,0 особи, медіана доходів виносила 21 493 євро на одного особоспоживача